# Fox (Châu Á)
Fox là một kênh truyền hình trả tiền châu Á, được sở hữu và điều hành bởi Fox Networks Group Asia Pacific, một công ty con của Walt Disney Direct-to-Consumer and International.

## Lịch sử
Tại Nhật Bản, kênh ra mắt vào tháng 2 năm 1998 cùng với các kênh Fox khác như Fox Crime và Fox Life (nay là FOX bs238).
Ở châu Á, kênh này đã được phát sóng thử nghiệm vào tháng 12 năm 2009.